# فرانسوا ديلماس
فرانسوا ديلماس هو مؤرخ ومحامي وسياسي فرنسي، ولد في 24 أغسطس 1913 في مونبلييه في فرنسا، وتوفي بنفس المكان في 3 مارس 2002. نشط حزبياً في الاتحاد من أجل الديمقراطية الفرنسية.

## مناصب
- انتخب نائب الرئيس Regional Council of Languedoc-Roussillon [الإنجليزية]‏ (1987 – ).
- انتخب كاتب دولة [الإنجليزية]‏ بيئة طبيعية (1978 – 1981).
- انتخب عضو  [لغات أخرى]‏ Social and Economic Committee  [لغات أخرى]‏ (1977 – ).
- انتخب عضو المجلس العام  [لغات أخرى]‏ إيرو (1982 – 1988).
- انتخب عضو المجلس العام  [لغات أخرى]‏ إيرو (1961 – 1979).
- انتخب mayor of Montpellier ‏ (1959 – 1977).
- انتخب نائب فرنسي عن دائرة Hérault's 1st constituency [الإنجليزية]‏ وقد انضم خلال فترته النيابية  [لغات أخرى]‏ (3 أبريل 1978 – 6 مايو 1978) للكتلة البرلمانية الاتحاد من أجل الديمقراطية الفرنسية  [لغات أخرى]‏.